# 劍魚座S
劍魚座S是大麥哲倫星系（銀河系的衛星星系之一）中视星等最小（看上去最亮）的恆星。這顆特超巨星是已知最亮的恆星之一（有时的絕對星等超過-10等），但因為距離遙遠使得裸眼依然看不見它。该星为大麦云中最亮恒星之一，总辐射波段光度最亮时约为太阳的150万倍，光谱在B型-F型不断变化，质量至少大于太阳的50倍
這顆恆星是以其名称命名的一种變星型式——劍魚座S型變星的原型星。劍魚座S的光度變化緩慢，變化的時間也很長，偶爾會穿插一些爆發的現象。